# Уманский, Виктор Борисович
Ви́ктор Бори́сович Ума́нский (16 августа 1905 года, Бахмут, Екатеринославская губерния — 1 апреля 1947 года, Москва) — советский учёный в области горного дела, организатор производства, доктор технических наук (1939), профессор (1934). Видный специалист в области электрических приводов шахтных подъемных машин и исследователь принципов автоматизации шахтных подъёмов. Лауреат Сталинской премии (1948 г., посмертно)

## Биография
Родился 16 августа 1905 года в г. Бахмут Екатеринославской губернии в семье земского врача посёлка Енакиево Абрама-Бера Ароновича Уманского. В 1926 г., закончив Днепропетровский горный институт, начал свою инженерную деятельность в качестве инженера-проектировщика, а с 1929 г. перешел на преподавательскую работу в Днепропетровский горный институт, в котором работал до 1941 г., занимая последовательно должности ассистента, доцента, профессора. С 1937 по 1941 гг. В. Б. Уманский — заведующий кафедрой горной электротехники и одновременно — заведующий сектором Института горной механики АН УССР. В 1939 г. защитил докторскую диссертацию.
С 1941 по 1945 г. вел большую педагогическую и научную работу в Свердловском и Московском горных институтах (сейчас — Горный институт НИТУ «МИСиС»), заведующий кафедрой «Горная электромеханика», декан горно-механического факультета СГИ. С 1944 г. — начальник бюро подъемных машин Наркомугля, заместитель начальника Управления учебных заведений Министерства угольной промышленности СССР. С сентября 1945 г. работал начальником отделения автоматизации во Всесоюзном научно-исследовательском угольном институте и вел большую исследовательскую и экспериментальную работу по внедрению передовой техники автоматизации производственных процессов в шахте.
1 апреля 1947 г. трагически погиб при испытании подъёмной установки на шахте.

## Научная и производственная деятельность
Профессор В. Б. Уманский был выдающимся и крупнейшим специалистом в области шахтного подъёма и горной электротехники. Широко известен как специалист по электрическим приводам шахтных подъемных машин и исследователь принципов автоматизации шахтных подъёмов. Он наметил пути совершенствования электропривода шахтных подъемных машин и определил рациональные режимы его работы.
Его перу принадлежат многие крупные научные работы, как, например, «Теоретические основы шахтной подъемной машины», «Электрические подъемные установки», «Болезни шахтных подъемных машин», «Исследование процессов регулирования шахтных подъемных машин», «Параллельная работа вентиляторов», «Электропривод шахтного вентилятора» и ряд других. Его работы в области шахтных подъёмов в значительной степени способствовали созданию советских конструкций подъемных машин, стоящих на уровне передовой мировой техники.
Автор 7 монографий, одного учебника и 50 научных статей (из них 5 работ — по методике преподавания).

### Избранные труды
- Уманский В. Б. Технико-экономический расчет электрических подъемных машин. — [Ленинград] : Б. и., [1929].
- Уманский В. Б. Технико-экономический расчет электрических подъемных машин / Инж. В. Б. Уманский; Донецк. гос. каменноугольный трест «Донуголь». Науч.-изд-ское бюро. — [Ленинград] : Донуголь, 1929
- Уманский В. Б. Параллельная работа вентиляторов / В. Б. Уманский. — Москва ; Ленинград ; Новосибирск : Гос. науч.-техн. горное изд-во, 1932.
- Уманский В. Б., Тулин В. С. Теоретические основы шахтной подъемной машины : Ч. 1 — / В. Б. Уманский и В. С. Тулин. — Харьков ; Днепропетровск : Гос. науч.-техн. изд-во Украины, 1933.
- Уманский В. Б. … Электропривод шахтного вентилятора / В. Б. Уманский; [Предисл.: проф. Г. Е. Евреинов] Центр. бюро стандартов каменноугольной пром-сти. — Москва ; Ленинград : Стандартизация и рационализация, 1933.
- Теоретические основы шахтной подъемной машины Уманский : Ч. 1 — / В. Б. Уманский и В. С. Тулин 1905—1947; Виктор Борисович. Ч. 1: , Вопросы управления и защиты / Отв. ред. В. Я. Росток. — 1933.
- Уманский В. Б. Электрические подъемные установки / проф. В. Б. Уманский. Днепропетр. горн. ин-т. — Харьков ; Киев : Гос. науч.-техн. изд-во Украины, 1935.
- Уманский В. Б. Тормозные устройства шахтных подъемных машин : (Описание, классификация, критика) / Проф. В. Б. Уманский. — Москва ; Ленинград : ОНТИ НКТП, 1936.
- Уманский В. Б. … Болезни шахтных подъемных машин / Проф. В. Б. Уманський, Днепропетр. горн. ин-т. — Х. ; Киев : Гос. науч.-техн. изд-во, 1937.
- Уманский В. Б. Настройка, регулирование и испытание подъемной машины шахты им. Калинина треста Андреевуголь. — Москва : Изд-во и 2-я тип. Углетехиздата, 1948.
- Уманский В. Б. Шахтные подъемные установки : Сборник статей. — Москва ; Ленинград : Изд-во и тип. № 3 Углетехиздата в Л., 1949.
- Уманский В. Б. Электрические подъемные установки : [Учеб. пособие для студентов горных вузов] / Под ред. проф. д-ра техн. наук К. М. Барамидзе. — 2-е изд., [доп.]. — Москва : Госгортехиздат, 1960.

## Признание
За достижения в педагогической и научно-исследовательской работе и помощь промышленности В. Б. Уманский был награждён медалями «За трудовую доблесть» и «За доблестный труд в Великой Отечественной войне 1941—1945 гг.», трижды награждался значком «Отличника угольной промышленности».
Посмертно ему была присуждена Сталинская премия 1948 г. — «за разработку и внедрение методов автоматического управления механизмами и процессами на угольных шахтах».